# Buk dvoják v oboře Hvězda
Buk dvoják v oboře Hvězda je jedním z památných vysokých a starých buků lesních (Fagus silvatica), které byly v oboře Hvězda v Praze vysazeny po roce 1763 při obnově obory. Najdeme ho u vedlejší cesty, která asi 170 m od vstupní Břevnovské brány (nazývané i Vypišská brána) odbočuje z centrální osové cesty, směřující k letohrádku Hvězda, doleva (na jihozápad) směrem k Bělohorské bráně. Strom s mohutným kořenovými náběhy je ohrazen plůtkem, kmen se nad zemí rozdvojuje. Uváděné odhady stáří byly (v roce 2016) v rozmezí 210 až 250 let.

## Základní údaje
- rok vyhlášení: 2001
- odhadované stáří:  230 let (v roce 2019)
- obvod kmene: 507 cm (2009)[2], 508 (2013)
- výška: 45 m (2009)
- výška koruny: 42.5 m (2009)
- šířka koruny: 26 m (2009)

## Stav stromu
Zdravotní stav byl hodnocen jako velmi dobrý (2009), strom vyžaduje jenom občasný zdravotní a bezpečnostní řez. Jako dvoják je chráněn vazbou proti rozlomení.

## Další zajímavosti
Obora Hvězda, založená v době renesance, je přírodní památkou i rekreační lokalitou. Jsou v ní smíšené porosty s převažujícím dubem zimním, bukem lesním a habrem obecným. Dominantou obory je dvoupatrový letohrádek na unikátním půdorysu šesticípé hvězdy. V těsném sousedství obory se odehrála 8. listopadu 1620 bitva na Bílé hoře.
Kůra dvojáku bývala často zdobena srdíčky a jinými piktogramy – proto byl ohrazen dřevěným plůtkem.
V oboře Hvězda je více pozoruhodných stromů: buk u Břevnovské brány, buk pod letohrádkem a u Libocké brány jeden památný dub a skupina jírovců. Nejbližšími zastávkami pražské MHD jsou stanice Obora Hvězda a Vypich.